# Carthage (Carolina del Nord)
Carthage è una città degli Stati Uniti d'America situata nella Carolina del Nord, nella Contea di Moore, della quale è anche il capoluogo.